# Buksbomhalvmøl
Buksbomhalvmøl (Cydalima perspectalis) er en art af møl fra familien Crambidae, først beskrevet af den engelske entomolog Francis Walker i 1859. Buksbomhalvmøl er hjemmehørende i Japan, Kina, det fjernøstlige Rusland og Indien, men har invaderet Europa; det blev første gang rapporteret fra Tyskland i 2006, derefter Schweiz og Holland i 2007, Storbritannien i 2008, Frankrig og Østrig i 2009,  Ungarn i 2011, derefter Rumænien og Spanien. I 2013 blev møllet første gang fundet i Danmark i nordsjællandske planteskoler, og siden 2019 har møllet spredt sig med udgangspunkt i områderne omkring København og Odense.
Under forberedelserne til Vinter-OL 2014 i 2012 blev møllet introduceret fra Italien til Sochi, det europæiske Rusland, sammen med plantebestanden af Buxus sempervirens. Året efter afløvede møllet den kaukasiske art Buxus colchica i så store mængder, at den nu er truet.
Buksbomhalvmøllet blev fundet i Ontario, Canada i august 2018 og i det østlige USA i maj 2021.

## Beskrivelse
Æggene er 1 mm i diameter, placeret under grønne blade, der endnu ikke er angrebet. De første larver er omkring 1-2 mm lange når de lige kommer ud af ægget. Larvernes udvikling bringer dem i løbet af fire uger til en længde af maks. 35-40 mm. Larvernes kroppe er grønne med gule og hvide striber der langs kroppen er forsynet med sorte hvidkantede prikker. Pupperne er 25–30 mm lange, først grønne med brune langsgående linjer, derefter mere og mere brunlige. Vingefanget hos den voksne form er 40–45 mm. To varianter er observeret, den mest almindelige har hvide vinger med en bred brunsort kant, mens den anden er mest helt lysebrun.

## Livscyklus
Buksbomhalvmøllet har to eller tre generationer om året med voksne på vingerne fra april/maj til september. I de varmeste dele af Europa, hvor kolde forhold kommer sent på året, kan der nogle gange være fire generationer om året. Arten overvintrer som en ung kokonlarve (ca. 5–10 mm lang), beskyttet i et bo lavet af to nedfaldne Buxus-blade, der er solidt forbundet med silketråde.

## Værtsplante
Larverne lever af blade og skud fra arter af buksbom (Buxus).  Fra de er klækket begynder larverne med det samme at fortære og skelettere bladene på værtsplanten. For at beskytte sig spinder de silkeagtige, hvide tråde mellem grene og blade. Store mængder af gråbrune kugleformede ekskrementer kan normalt ses på værtsplanten.

## Naturlig regulering eller prædation
I Asien, hvor buksbomhalvmøllet stammer fra, reguleres bestanden af møllet naturligt, og det optræder derfor ikke som skadedyr. I de områder af Europa, hvor møllet er blevet indført, er skaden derimod meget alvorlig, fordi den naturlig regulering er meget begrænset. Den asiatiske gedehams (Vespa velutina) er med til at holde bestanden af buksbomhalvmøllet nede i Asien og blev i 2004 første gang observeret i Europa i det sydvestlige Frankrig (C. perspectalis invaderede dette område i 2012). V. velutina er i stand til at fange små larver og larver, der forbereder sig på puppedannelse. Hvor V. velutina er blevet introduceret i Europa, forårsager denne gedehams imidlertid andre problemer, da den også angriber honningbier og den europæiske honningbi (Apis mellifera) er er mere sårbar over for V. velutina end dens for asiatiske modstykker.
Snyltefluen Exorista larvarum, der også findes i Danmark, men er sjælden, og hvis larver lever som parasitter inde sommerfuglelarver, kan lægge æg i buksbomhalvmøllet, og er foreslået som en mulighed for biologisk bekæmpelse af møllet og som et alternativ til anvendelse af insecticider.

## Kontrolforanstaltninger
Syntetiske insekticider som cypermethrin og deltamethrin er effektive mod buksbomhalvmøllet, men skal påføres grundigt inde i busken og under bladene. Naturlige pyrethrin-insekticider, ekstraheret fra Chrysanthemum og blandet med rapsolie, kan også anvendes. Spinosad, der er baseret på kemiske forbindelser fundet i en bakterie, er også et effektivt middel mod møllet.
Bacillus thuringiensis er en bakterie, som producerer et toksin, der kun virker mod insekter, og som perforerer larvernes tarm, hvilket fører til lammelse og død.
Feromonfælder tiltrækker voksne hanner og er i stand til at forhindre befrugtning af voksne hunner, der kommer til at lægge sterile æg. Feromonets selektivitet er meget god, og nyttige oprindelige arter tiltrækkes ikke. Feromonfælder skal være på plads fra marts–april til oktober–november.
Insekticid- og Bacillus-behandlinger skal gentages tre gange med et interval på omkring ti dage, fordi de for det meste rammer unge larver.
- Den første beskrivelse WALKER 1859
- Puppe
- Brunfarvet variant
- Feromonfælde. Feromonet befinder sig i det det lille plastikrør under låget, og direkte under det er der en kanal, der leder ned mod opsamlingsbeholderen
- Buksbomhalvmøllet i regnvejr